# Філософські радикали
Філософські радикали — це філософсько налаштована група англійських політичних радикалів у дев’ятнадцятому столітті, натхненна Джеремі Бентамом (1748–1832) і Джеймсом Міллем (1773–1836). Серед осіб цієї групи були Френсіс Плейс (1771–1854), Джордж Грот (1794–1871), Джозеф Паркс (1796–1865), Джон Артур Робак (1802–1879), Чарльз Буллер (1806–1848), Джон Стюарт Мілл ( 1806–1873), Едвард Джон Трелоні (1792–1881) і Вільям Моулсворт (1810–1855).
Деякі з них стали членами парламенту від Радикальної партії, а група в цілому намагалася використовувати «Вестмінстер Ревю» для впливу на громадську думку. Вони відкидали будь-який філософський чи правовий натуралізм і просували утилітарну філософію Джеремі Бентама. Утилітаризм як моральна філософія стверджує, що максимізація щастя має бути моральним стандартом, яким слід вимірювати наші дії. Таким чином, він протистоїть раціоналістичній етиці Іммануїла Канта, а також переконанням ідеалізму, серед іншого.

## Підґрунтя
Народившись у першій половині XVIII століття, Бентам став провідником ідей Просвітництва в Британії ХІХ ст.. Учень Гельвеція, який вважав, що все суспільство базується на потребах і бажаннях окремої людини, Бентам починав з віри в реформи через освічену деспотію, а потім став філософським радикалом і прихильником загального виборчого права.

## Вершина діяльності
Філософські радикали як група набули популярності у 1820-х роках. Коли радикалізм відродився після поразки «Шістьох актів», це був (за словами Елі Галеві) «радикалізм — респектабельний, середнього класу, прозаїчний і розважливий — Бентама та його послідовників». Центральним елементом їхніх політичних цілей було зменшення аристократичної влади, привілеїв та зловживань. У своїй статті в першому номері «Вестмінстер Ревю» Джеймс Мілл розкритикував аристократичну природу британської Конституції, Палату громад, яка здебільшого призначається сотнею керівників районів, культуру поміщиків, що підтримується законом і церквою. Його син — Джон Стюарт Мілл — багато в чому відійшов від його поглядів, але ніколи не переставав (за його власними словами) вважати «переважання аристократичних класів, знатних і багатих, в англійській Конституції злом, якого варто позбутися в будь-якій боротьбі».
Деякі з їхніх приписів — загальне виборче право і виборчі бюлетені — через століття стали б само собою зрозумілими реаліями британського життя; інші — скасування монархії і Палати лордів, ліквідація Англіканської церкви — все ще не матеріалізувалися.
Поряд з політичним радикалізмом, група поділяла ліберальний погляд на політичну економію під впливом Девіда Рікардо, і віддавала перевагу laissez faire; в той час як кодифікація і централізація також були складовими елементами (не завжди сумісними з laissez faire) бентамістського віровчення.

## Подальший розвиток
До другої половини XIX століття значна частина програми філософських радикалів була реалізована, багато чого стало розглядатися як неадекватне — аристократичні привілеї більше не виглядали центральною соціальною проблемою. Ставлячи за мету «звільнити філософський радикалізм від докорів сектантського бентамізму», Джон Стюарт Мілл ввів нові теми — небезпеки надмірної централізації, тиранії більшості — які заклали ширші підвалини британського лібералізму,. а новий лібералізм стане наступником формуючої ролі філософських радикалів.

## Критика
- Сер Вальтер Скотт у 1819 році писав, що «радикал — це слово з дуже поганим запахом... набір чорносотенців».[15]
- J. К. Д. Кларк підкреслює, що власне термін «філософський радикал» був введений лише в 1837 році молодшим Міллем (і для його власних специфічних цілей); а також відзначає різноманітність, політичну і теоретичну, тих, хто був ідентифікований під цією широкою парасолькою.[16]

## Подальше читання
- Elie Halevy (1928) The Philosophic Radicals (MacMillan)[ISBN відсутній]
- Joseph Hamburger (1965) Intellectuals in Politics: John Stuart Mill and the Philosophical Radicals (Yale University Press)[ISBN відсутній]
- . Thousand Oaks, CA. ISBN 978-1412965804. {{cite encyclopedia}}: Пропущений або порожній |title= (довідка)
- William Thomas (1979) The Philosophical Radicals: Nine Studies in Theory and Practice (Oxford)[ISBN відсутній]